# ژاک موریو
ژاک موریو (فرانسوی: Jack Mourioux‎؛ زادهٔ ۶ مارس ۱۹۴۸) دوچرخه‌سوار اهل فرانسه است.